# Charmois, Territoire de Belfort
Charmois är en kommun i departementet Territoire de Belfort i regionen Bourgogne-Franche-Comté i östra Frankrike. Kommunen ligger i kantonen Danjoutin som tillhör arrondissementet Belfort. År 2022 hade Charmois 371 invånare.

## Befolkningsutveckling
Antalet invånare i kommunen Charmois
| Referens: INSEE |